# Teralatirus funebris
Teralatirus funebris is een slakkensoort uit de familie van de Fasciolariidae. De wetenschappelijke naam van de soort is voor het eerst geldig gepubliceerd in 1907 door Preston.